# Скучча, Кристина
Кристи́на Ску́чча (итал. Cristina Scuccia), ранее известная как сестра Кристина (итал. Suor Cristina) — итальянская бывшая монахиня, победительница итальянской версии телешоу «Голос»[it] в сезоне 2014. После этой победы подписала контракт с Universal. Ранее, в 2013 году, выиграла конкурс христианской песни на фестивале «Good News».

## Биография
Кристина Скучча родилась в Виттории на юге Сицилии 19 августа 1988 года. В 2009 году была принята в послушницы, потом два года помогала бедным детям в Бразилии перед тем, как официально стала сестрой-урсулинкой.

## Музыкальная карьера
В 2014 году Кристина Скуччия подала заявку на конкурс исполнителей песни «The Voice of Italy». На слепом прослушивании она исполнила песню Алишы Киз «No One», произведя большое впечатление как на зрителей, так и судей. Все четверо судей, — Рафаэлла Карра, Джей-Акс (J-Ax), Ноэми и Пьеро Пелу, — повернулись. Кристина выбрала команду Джей-Акса (Team J-Ax).
На протяжении всего конкурса она носила длинное монашеское одеяние с распятием на шее и чёрные ботинки.
Песни, которые она исполняла на шоу с известными музыкантами — «The Cup of Life» с Рики Мартином и, в финале, «Can't Get You Out of My Head» с Кайли Миноуг.
В финале против Джакомо Воли победила, получив 62% в народном голосовании. После победы Кристина поблагодарила Бога за победу, продекламировав со сцены «Отче наш».

### Участие в проекте «The Voice Italy»
| Этап конкурса        | Исполненная композиция                           | Оригинальный исполнитель     | Результат                           |
| -------------------- | ------------------------------------------------ | ---------------------------- | ----------------------------------- |
| Слепые прослушивания | «No One»                                         | Алиша Киз                    | Кристина попала в команду Джей-Акса |
| Поединки             | «Girls Just Want to Have Fun» (vs. Luna Palumbo) | Синди Лопер                  | Спасена наставником                 |
| Нокауты              | «Hero»                                           | Мэрайя Кэри                  | Спасена наставником                 |
| Первый прямой эфир   | «Flashdance... What a Feeling»                   | Айрин Кара                   | Спасена (Выбор телезрителей)        |
| Второй прямой эфир   | «Un su mille»                                    | Джанни Моранди               | Спасена (Выбор телезрителей)        |
| Третий прямой эфир   | «Livin’ on a Prayer»                             | Bon Jovi                     | Спасена (Выбор телезрителей)        |
| Полуфинал            | «(I’ve Had) The Time of My Life»                 | Билл Медли и Дженнифер Уорнс | Спасена                             |
| Полуфинал            | «Sally»                                          | Васко Росси                  | Спасена                             |
| Финал                | «Beautiful This Way»                             | Ноа                          | Победитель (62%)                    |
| Финал                | «Gli anni»                                       | 883                          | Победитель (62%)                    |
| Финал                | «Lungo la riva»                                  |                              | Победитель (62%)                    |
| Финал                | «No One»                                         | Алиша Киз                    | Победитель (62%)                    |
| Финал                | «Flashdance... What a Feeling»                   | Айрин Кара                   | Победитель (62%)                    |

## Дискография
20 октября 2014 года на YouTube на созданном для сестры Кристины VEVO-аккаунте был опубликован видеоклип на песню «Like A Virgin» (кавер на песню Мадонны). Эта песня стала первым синглом с альбома Sister Cristina, вышедшего 11 ноября. На альбоме представлены в основном кавер-версии уже известных песен, а также несколько новых.

### Альбомы
| Год  | Название        | Наив. поз. |
| Год  | Название        | ITA        |
| ---- | --------------- | ---------- |
| 2014 | Sister Cristina | 17         |

### Синглы
- 2013 — «Senza la tua voce»
- 2014 — «Lungo la riva»
- 2014 — «Like a Virgin»
- 2014 — «Blessed Be Your Name»

### Видеоклипы
- 2014 — «Like a Virgin»
- 2014 — «Blessed Be Your Name»